# Изотта дельи Атти
Изотта дельи Атти (итал. Isotta degli Atti) (1432 год или 1433 год — 9 июля 1474 года) — представительница итальянской благородной фамилии, любовница, а затем жена кондотьера и правителя Римини Сиджизмондо Пандольфо Малатеста.

## Биография
Изотта родилась в Римини в семье Франческо дельи Атти, богатого торговца шерстью и банкира. В возрасте 12 или 13 лет была замечена Сиджизмондо Малатеста, чья резиденция располагалась рядом с их домом. В 1447 г. Изотта родила сына Джованни, умершего в младенчестве. Предполагается, что он был внебрачным сыном Сиджизмондо, который с 1449 года перестал скрывать свои отношения с девушкой. В 1456 году они поженились.
Когда в 1460 году Сиджизмондо был отлучён от церкви папой Пием II, Изотта правила Римини от имени своего супруга. После его смерти в 1468 году она стала регентшей при своём сыне Саллюстио, но в 1469 году Роберто Малатеста, незаконнорождённый сын Сиджизмондо, убил Саллюстио и захватил власть в городе.
Изотта умерла в 1474 году и была похоронена в Темпио Малатестиано.

## Дети
- Джованни — умер в младенчестве
- Маргерита — последняя жена Карло Фортебраккио
- Саллюстио Малатеста
- Антония — первая жена Родольфо Гонзага.

## Упоминания в литературе
Сиджизмондо Малатесте и Изотте посвящён сонет Эредиа "Медаль" (на русском языке известен в переводах Д. Олерона, М.Л. Лозинского и В.С. Портнова).
Изотта упоминается Эзрой Паундом в «Cantos».